# Buil
Buil, także: Santa María de Buil – miejscowość w Hiszpanii, w Aragonii, w prowincji Huesca, w comarce Sobrarbe, w gminie Aínsa-Sobrarbe.
Według danych INE z 2005 roku miejscowość zamieszkiwało 26 osób. Wysokość bezwzględna miejscowości jest równa 974 metry. Kod pocztowy do miejscowości to 22330.